# Mecistocephalus apator
Mecistocephalus apator är en mångfotingart som beskrevs av Chamberlin 1920. Mecistocephalus apator ingår i släktet Mecistocephalus och familjen storhuvudjordkrypare.
Artens utbredningsområde är Palau. Inga underarter finns listade i Catalogue of Life.